# Kanchugaranahalli, Ramanagara
Kanchugaranahalli là một làng thuộc tehsil Ramanagara, huyện Ramanagara, bang Karnataka, Ấn Độ.